# Scenopinus cornesi
Scenopinus cornesi är en tvåvingeart som beskrevs av Kelsey 1984. Scenopinus cornesi ingår i släktet Scenopinus och familjen fönsterflugor.
Artens utbredningsområde är Nigeria. Inga underarter finns listade i Catalogue of Life.